# Nature morte aux coquillages et au corail
Nature morte aux coquillages et au corail  est une  peinture de   Jacques Linard datant de 1640, conservée au musée des beaux-arts de Montréal.

## Histoire
Le tableau (daté et signé) entra dans les collections du MBAM par le don de Renata et Michal Hornstein en 1999 et  exposé depuis dans la collection Art international ancien et moderne du MBAM, maintenant installée dans le pavillon Jean-Noël Desmarais au niveau 4.

## Iconographie
Les « Merveilles de la Nature » (Naturalia et Mirabilia) ont intéressé les peintres et les collectionneurs (les accumulant dans leurs  cabinets de curiosités) voire les orfèvres les complétant de métaux précieux. 
Ici rassemblés peints dans une même composition ils sont présentés sous leur forme naturelle débarrassée de leurs hôtes (sans vie), dévoilant leurs circonvolutions élaborées et la nacre de leur intérieur (un Harpago chiragra à droite pendu à une cordelette bleue, un nautile au centre, un strombe posé sur le caisson, une pourpre sur la boîte...).
La présence du corail, autre espèce animale, invoque  plus symboliquement  la nature du sang du Christ rédempteur par sa couleur rouge vif.
À la mode du XVIIe siècle, on trouve dans ce tableau tous les arguments d'une vanité à morale catholique : la préciosité de la nacre des intérieurs des coquillages et leurs circonvolutions élaborées pour le Luxe et la Sensualité,  le caisson du sarcophage pour la Mort, le rouge sang du corail pour la Rédemption...

## Description
La composition de cette nature morte expose un grand nombre de coquillages très typés entourant une boîte elle-même couverte de coquillages plus petits entourant un bras de corail rouge dressé.
La date de réalisation du tableau est posée en cartellino gravée sur un mur apparaissant à gauche, le caisson d'un sarcophage ou d'une banquette de pierre architecturée est visible à droite, mur et caisson portant également des coquillages précieux.
La signature, quant à elle, figure au centre, sur le rebord de couvercle de la boîte en copeaux de bois.